# Heredia
Koordinaten: 10° 0′ N, 84° 7′ W

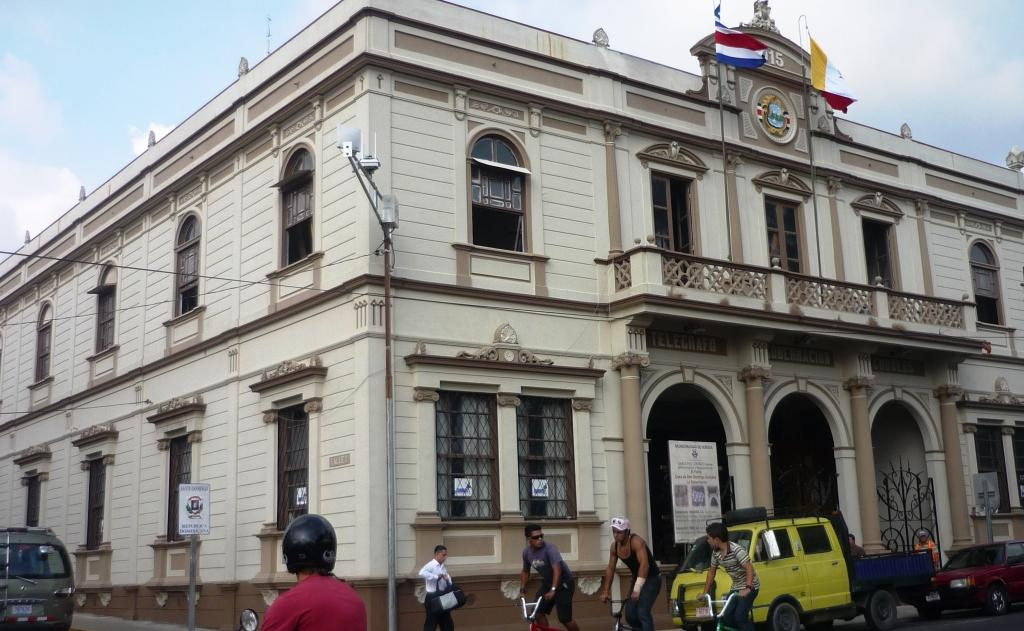
Edificio de Correos Heredia

Heredia ist eine Stadt in Costa Rica und Hauptstadt der gleichnamigen Provinz. Die Stadt hat 130.894 Einwohner (2010). In Heredia befindet sich eine der größten Hochschulen Costa Ricas, die Universidad Nacional de Costa Rica.

## Geographie
Heredia liegt auf 1150 m Höhe im Valle Central in der Landesmitte. Die Stadt grenzt direkt an die Hauptstadt San José. Die Grenze verläuft entlang des Río Virilla. 

## Geschichte
Die Stadt wurde im Jahr 1570 unter dem Namen Cubujuquí gegründet. Später wechselte sie den Namen in Villavieja, bis sie im Jahr 1763 ihren gegenwärtigen erhielt.

## Städtepartnerschaft
- Marietta, USA

## Söhne und Töchter der Stadt
- Cleto González Víquez (1858–1937), Präsident von Costa Rica
- Alfredo González Flores (1877–1962), Präsident von Costa Rica
- Juan Vicente Solís Fernández (1892–1973), Geistlicher
- Santiago Bonilla (1910–1993), Fußballspieler
- Mario Pérez Rodríguez (* 1936), Fußballspieler
- Óscar Arias Sánchez (* 1940), Präsident von Costa Rica und Träger des Friedensnobelpreises
- Rodrigo Arias Sánchez (* 1946), Politiker
- Mauricio Solís (* 1972), Fußballspieler
- Paulo Wanchope (* 1976), Fußballspieler
- Leonel Moreira (* 1990), Fußballspieler
- Mariana Benavides (* 1994), Fußballspielerin
- Manfred Ugalde (* 2002), Fußballspieler
- Jewison Bennette (* 2004), Fußballspieler